# 巨城镇
巨城镇，是中华人民共和国山西省阳泉市平定县下辖的一个乡镇级行政单位。 区域面积157.08平方千米。

## 行政区划
巨城镇下辖以下地区：
远鑫社区、北庄头村、万子足村、龙门垴村、河东村、巨城村、会里村、东小麻村、西小麻村、西岭村、柳树峪村、连庄村、槐树穰村、前穰村、南山沟村、额狮村、偏穰村、圪套村、水峪村、赵家庄村、柴家庄村、南庄村、卫垴村、龙庄村、庙堰村、移穰村、岩会村、上盘石村、下盘石村、新盘石村、神子山村、半沟村和赵家峪村。